# Sollevamento pesi ai Giochi della XXII Olimpiade
Le competizioni di sollevamento pesi dei Giochi della XXII Olimpiade del 1980, disputate in Unione Sovietica, furono considerate valide anche come 54º campionato mondiale di sollevamento pesi organizzati dalla International Weightlifting Federation, e si svolsero dal 20 al 30 luglio 1980 all'Izmailovo Sports Palace di Mosca.
Il programma prevedeva 10 eventi, solamente maschili, per un totale di 173 atleti provenienti da 40 nazioni. Tra queste, nove gareggiarono sotto la bandiera olimpica: Australia, Belgio, Danimarca, Francia, Italia, Portogallo, Regno Unito, San Marino e Svizzera. Per il titolo olimpico furono assegnate le medaglie soltanto nel totale dell'esercizio, mentre per il titolo mondiale le medaglie furono assegnate, oltre che nel totale, anche nei singoli esercizi. Il direttore organizzativo fu Bedřich Poula.
A differenza di Montréal 1976 le categorie di peso vennero portate a 10 con l'aggiunta dei pesi massimi primi, come segue:
| Categoria            | 1980      |
| -------------------- | --------- |
| Pesi mosca           | - 52 kg   |
| Pesi gallo           | - 56 kg   |
| Pesi piuma           | - 60 kg   |
| Pesi leggeri         | - 67,5 kg |
| Pesi medi            | - 75 kg   |
| Pesi massimi-leggeri | - 82,5 kg |
| Pesi mediomassimi    | - 90 kg   |
| Pesi massimi primi   | - 100 kg  |
| Pesi massimi         | - 110 kg  |
| Pesi supermassimi    | + 110 kg  |

## Podi
| Evento                          | Oro                | Perform. | Argento           | Perform. | Bronzo             | Perform. |
| Pesi mosca (dettagli)           | Kanıbek Osmonaliev | 245,0    | Ho Bong-chol      | 245,0    | Han Gyong-si       | 245,0    |
| Pesi gallo (dettagli)           | Daniel Núñez       | 275,0    | Yourik Sargsyan   | 270,0    | Tadeusz Dembończyk | 265,0    |
| Pesi piuma (dettagli)           | Viktor Mazin       | 290,0    | Stefan Dimitrov   | 287,5    | Marek Seweryn      | 282,5    |
| Pesi leggeri (dettagli)         | Janko Rusev        | 342,5    | Joachim Kunz      | 300,0    | Minčo Pašov        | 295,0    |
| Pesi medi (dettagli)            | Asen Zlatev        | 360,0    | Oleksandr Pervij  | 357,5    | Nedelčo Kolev      | 345,0    |
| Pesi massimi leggeri (dettagli) | Jurij Vardanjan    | 400,0    | Blagoj Blagoev    | 372,5    | Dušan Poliačik     | 367,5    |
| Pesi medio massimi (dettagli)   | Péter Baczakó      | 377,5    | Rumen Aleksandrov | 375,0    | Frank Mantek       | 370,0    |
| Pesi massimi primi (dettagli)   | Ota Zaremba        | 395,0    | Igor' Nikitin     | 392,5    | Alberto Blanco     | 385,0    |
| Pesi massimi (dettagli)         | Leonid Taranenko   | 422,5    | Valentin Hristov  | 405,0    | György Szalai      | 390,0    |
| Pesi super massimi (dettagli)   | Sultan Rachmanov   | 440,0    | Jürgen Heuser     | 410,0    | Tadeusz Rutkowski  | 407,5    |

## Medagliere
| Pos.   | Paese            | Oro | Argento | Bronzo | Totale |
| ------ | ---------------- | --- | ------- | ------ | ------ |
| 1      | Unione Sovietica | 5   | 3       | 0      | 8      |
| 2      | Bulgaria         | 2   | 4       | 2      | 8      |
| 3      | Cuba             | 1   | 0       | 1      | 2      |
| 3      | Cecoslovacchia   | 1   | 0       | 1      | 2      |
| 3      | Ungheria         | 1   | 0       | 1      | 2      |
| 6      | Germania Est     | 0   | 2       | 1      | 3      |
| 7      | Corea del Nord   | 0   | 1       | 1      | 2      |
| 8      | Polonia          | 0   | 0       | 3      | 3      |
| Totale | Totale           | 10  | 10      | 10     | 30     |